# 1826 Miller
1826 Miller eller 1955 RC1 är en asteroid i huvudbältet, som upptäcktes 14 september 1955 av Indiana Asteroid Program vid Indiana University Bloomington med Goethe Link Observatory. Asteroiden har fått sitt namn efter John Miller.
Asteroiden har en diameter på ungefär 23 kilometer och den tillhör asteroidgruppen Eos.